# Verônika Saiki
Verônica Silva de Souza Saiki, conhecida como Verônica Saiki ou Very, é uma artista plástica, quadrinista, designer gráfica e arteterapeuta brasileira. É autora de história em quadrinhos e jogos analógicos. Atuante na arte-educação, sendo uma das representantes da produção autoral do Distrito Federal.

## Formação
É licenciada em Artes Plásticas pela Faculdade Dulcina de Moraes (2004), com pós-graduação em Design Gráfico e Editorial pelo IesB (2012), conveniado ao Instituto Europeo Di Design - IED, e especialização em Arteterapia pela FameeSP (2024). Também possui formação complementar em quadrinhos aplicados à educação.

## Carreira
Verônica Saiki é fundadora do selo autoral Estúdio Col, por meio do qual publica HQs e desenvolve jogos analógicos com base em narrativas brasileiras. Atua também como oficineira e mediadora de atividades artísticas e arteterapêuticas.
Sua produção é marcada pelo hibridismo entre linguagens gráficas e educativas, com foco em infância, memória afetiva e cultura popular.

## Oficinas ministradas
Verônica Saiki desenvolve e ministra oficinas desde 2008, unindo arte, educação, jogos analógicos e histórias em quadrinhos. Suas atividades são voltadas a diferentes públicos, especialmente crianças, adolescentes, idosos e educadores. Oficinas em eventos culturais; escolas e festivais literários; bibliotecas, Sescs e centros culturais

## Exposições, prêmios e indicações
Foi indicada ao Troféu HQMIX com os títulos Boa Noite, Maria!, Crianças e Na Luz. Teve obras selecionadas em três edições da Bienal Brasileira de Design Gráfico.
Além das HQs, é criadora dos jogos Sanduíche — finalista do Prêmio Ludopedia 2020 — e Porta das Lendas — finalista do Prêmio Cubo de Ouro 2023. Ambos os jogos têm forte caráter autoral e exploram aspectos da cultura brasileira e foram  selecionados pela 14ª Bienal Brasileira de Design Gráfico.
O jogo Sanduíche foi concebido por Verônica Saiki em 1994, quando ela tinha apenas 11 anos de idade, como uma brincadeira autoral utilizando papel e desenhos feitos à mão. Anos depois, o projeto foi desenvolvido profissionalmente, resultando em um jogo de cartas acompanhado por uma história em quadrinhos homônima.
A 2ª edição do jogo foi lançada em 2023 licenciada para a editora Ludens Spirit.
Em 2024, recebeu o título de Artista Destaque no Prêmio SESC + Cultura, com a exposição Porta das Lendas, realizada na Galeria Espaço Cultural Ary Barroso, em Brasília.
O jogo Ovelha em pele de Lobo, lançado em 2025, inspirado no estudo das cores (círculo cromático), também possui alfabeto com símbolos para leitura das cores para daltônicos em parceria com a ColorADD.
Sua atuação inclui ainda participação em exposições coletivas e eventos de arte gráfica e cultura geek, como a CCXP, Bienal de Quadrinhos de Curitiba, FIQ BH, Diversão Offline (DOFF), Mandrake Fest, Imagineland e o GeekVerse Festival.
- Indicações ao Troféu HQMIX (29ª, 31ª e 34ª edições)
- Finalista do Prêmio Ludopedia 2020 – Jogo Sanduíche
- Finalista do Prêmio Cubo de Ouro 2023 – Jogo Porta das Lendas
- Selecionada na 12ª, 13ª e 14ª Bienal Brasileira de Design Gráfico
- Artista Destaque no Prêmio SESC + Cultura 2024

## Obras selecionadas
- Boa Noite, Maria!
- Crianças
- Na Luz
- Verdugo, o Inacreditável
- Sanduíche – Um jogo e uma HQ
- Porta das Lendas

## Participações em eventos
- CCXP
- FIQ – Festival Internacional de Quadrinhos
- Diversão Offline
- BGF – Brasília Game Festival
- GeekVerse Festival
- Mandrake Fest
- Bienal Internacional do Livro de Brasília
- Anime Summit
- ComicCon RS
- Imagineland